# درمانگاه سعدی
درمانگاه سعدی مربوط به دوره پهلوی است و در شهرستان انار، محله صدر آباد، خیابان طالقانی، کوچه شبستان ۱۶ واقع شده و این اثر در تاریخ ۲۴ اسفند ۱۳۸۳ با شمارهٔ ثبت ۱۱۶۱۰ به‌عنوان یکی از آثار ملی ایران به ثبت رسیده است.